# Cornelia van der Mijn
Cornelia va der Mijn (Ámsterdam, 1709-Londres, 1782) fue una pintora neerlandesa del siglo XVIII activa en Londres durante la década de 1760.

## Biografía
Según el Rijksbureau voor Kunsthistorische Documentatie fue hija y alumna del pintor Herman van der Mijn. Sus hermanos Frans, Gerard, George, Andreas, y Robert también fueron pintores. Su padre y su familia, junto con la familia de su alumna Jacoba Maria van Nickelen, se trasladaron a Dusseldorf a trabajar para el elecgtor palatino Johann Wilhelm. La pintora de flores Rachel Ruysch también estaba en activo en Dusseldorf durante los años 1712-1716 cuando Cornelia estuvo allí.
En 1764 se trasladó a Londres con su familia y permaneció allí hasta su muerte. Su hermano George fue el único que regresó a Ámsterdam.